# Lilltjärnen (Gillberga socken, Värmland)
Lilltjärnen är en sjö i Säffle kommun i Värmland och ingår i Göta älvs huvudavrinningsområde.